# Elbach
Elbach é uma comuna francesa na região administrativa de Grande Leste, no departamento Alto Reno. Estende-se por uma área de 3,16 km². Em 2010 a comuna tinha 259 habitantes (densidade: 82 hab./km²).